# Agrostis imbecilla
Agrostis imbecilla är en gräsart som beskrevs av Victor Dmitrievich Zotov. Agrostis imbecilla ingår i släktet ven, och familjen gräs. Inga underarter finns listade i Catalogue of Life.